# Южен пуду
Южният пуду (Pudu puda), наричан също обикновен пуду, е вид средноголям бозайник от семейство Еленови (Cervidae).
Разпространени са във влажните гори в умерения пояс на Чили и Аржентина. Достигат дължина на тялото 60 до 85 сантиметра, височина при рамото 25 до 43 сантиметра и маса 6,5 до 13,5 килограма. Активни са през нощта и се хранят  с листата и издънките на млади дървета,  цъфтящи растения, плодове и ядки.